# Каграманян Едгар Едуардович
Едгар Едуардович Каграманян (нар. 13 липня 1984) — український футболіст і футзаліст, паралімпійський чемпіон.

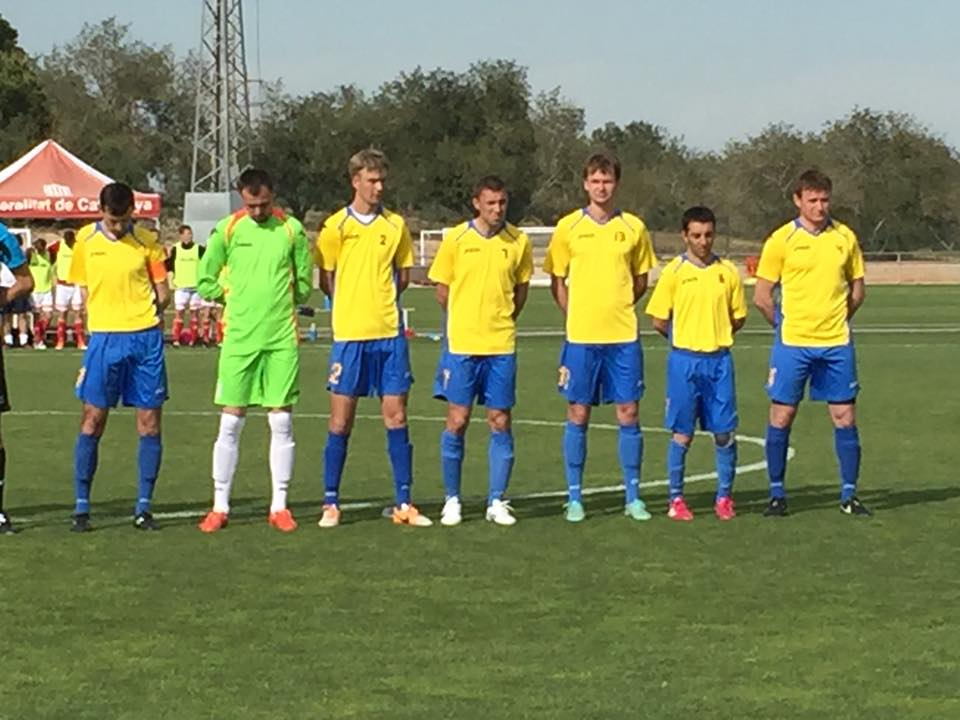
Збірна на препаралімпійському турнірі в Салоу у травні 2016 року: Антонюк, Симашко, Трушев, Романчук, Красильников, Каграманян і Дутко

Майстер спорту України міжнародного класу. Займається у секції футболу Дніпропетровського регіонального центру «Інваспорт».

## Біографія
Походить з сім'ї біженців із Чечні. Вихованець футбольної ДЮСШ-12 міста Дніпропетровська.
2003 року у матчах чемпіонату міста Каграманяна помітив тренер футзального клубу «Будівел» Олександр Юзик і хотів заявити за команду, але у Едгара не було документів. Наступного року це питання вирішилося і Едгар почав виступати за «Будівел» у Вищій лізі України з футзалу. Універсал відзначився голом у ворота львівського ТВД у першому ж своєму матчі за «Будівел».
Посів І місце у командному заліку на Кубку світу 2013 та на Чемпіонаті Європи 2014 року. Виборов II місце у командному заліку на Чемпіонаті світу 2015 року.

## Відзнаки та нагороди
- Орден «За заслуги» III ст. (4 жовтня 2016) — За досягнення високих спортивних результатів на XV літніх Паралімпійських іграх 2016 року в місті Ріо-де-Жанейро (Федеративна Республіка Бразилія), виявлені мужність, самовідданість та волю до перемоги, утвердження міжнародного авторитету України[3]